# Gustavo Pérez Puig
Gustavo Pérez Puig (Madrid, 2 de setembre de 1930 – 26 de juny de 2012) fou un director de teatre i realitzador de televisió espanyol.

## Trajectòria professional

### Teatre
Va estudiar amb els jesuïtes de Chamartín, però la seva carrera artística es remunta als anys cinquanta, quan, ja cursant estudis de Dret i Filosofia i Lletres, s'inicia en el món del teatre, dirigint en el Teatro Español Universitario (TEU). Amb tan sols 21 anys, convenç al dramaturg Miguel Mihura per a estrenar Tres sombreros de copa (1952). Després realitzaria centenars d'obres posades en escena, entre les que figuren les estrenes de Escuadra hacia la muerte, d'Alfonso Sastre o Diálogo secreto (1984), d'Antonio Buero Vallejo.
Fou director del Teatro Español entre 1990 i 2003, on dirigí entre altres obres Las mocedades del Cid, de Guillén de Castro; La venganza de Don Mendo, de Pedro Muñoz Seca, Misión al pueblo desierto, d'Antonio Buero Vallejo i Cyrano de Bergerac, d'Edmond Rostand.

### Televisió
Pérez Puig s'incorpora a TVE el 1956, any de creació de la cadena. Els seus començaments van ser com a regidor de plató i ajudant de realització. Convertit ja en realitzador, els seus primers programes per a l'ens públic fou Café Cantante, Nace una canción (1958) i Teatro Apolo (1958-1962), en el que per primer cop a Espanya s'utilitzà la tècnica del play-back. A partir de 1959 comença a dirigir teatre televisat i es converteix en un dels realitzadors de major prestigi en el país, amb una sòlida trajectòria que inclou participació en espais dramàtics de prestigi com Teatro de familia (1959-1965), Primera fila (1962-1965), Historias de mi barrio (1964), Estudio 1 (1965-1985), La risa española (1969), Novela (1962-1978), Buenas noches, señores (1972), amb Julia Gutiérrez Caba, La Comedia (1983), Ninette y un señor de Murcia (1984), amb Alfredo Landa o més recentment ¿Se puede? (2004), amb Lina Morgan.
Entre els adaptacions més celebrades tenim Don Juan Tenorio interpretat per Francisco Rabal i Concha Velasco el 1966 o l'obra Doce hombres sin piedad, de Reginald Rose el 1973, ambdues a Estudio 1 o ¡Vaya par de gemelas! (1983), amb Lina Morgan que prèviament havia dirigit al Teatro de La Latina de Madrid. També ha fet concursos com 'La unión hace la fuerza (1964), La palabra más larga (1966); musicals Gran Parada (1959-1965), Sábado 65 (1965); o programes de varietats Teledomingo (1964), Club mediodía (1967-1972) o 300 Millones (1977-1983).

## Premis
- Premio Nacional de Teatro el 1962 i 2003[3]
- Medalla d'Or al Mèrit en les Belles Arts en 2001[4]
- Dos Premis Ondas
- Dos Premis Antena de Oro
- Medalla d'or al Festival de Cinema de Valladolid